# Patresh Rock
Der Patresh Rock (englisch; bulgarisch скала Патреш skala Patresch) ist ein in südost-nordwestlicher Ausrichtung 270 m langer und 40 m breiter Klippenfelsen im Clothier Harbour an der Nordwestküste von Robert Island im Archipel der Südlichen Shetlandinseln. Er liegt 530 m südwestlich des Hammer Point und 780 m nordöstlich des Shipot Point.
Britische Wissenschaftler kartierten ihn 1968, bulgarische 2009. Die bulgarische Kommission für Antarktische Geographische Namen benannte ihn 2013 nach der Ortschaft Patresch im Norden Bulgariens.